# Radostín (Žďár nad Sázavou-i járás)
Radostín település Csehországban, a Žďár nad Sázavou-i járásban. Radostín Račín, Krucemburk, Havlíčkova Borová, Polnička, Vepřová és Vojnův Městec településekkel határos. Lakosainak száma 154 fő (2024. január 1.).

## Népesség
A település lakosságának változását az alábbi diagram mutatja:
| Lakosok száma | 677  | 549  | 547  | 340  | 232  | 165  | 146  | 157  | 153  | 154  |
|               | 1869 | 1890 | 1921 | 1950 | 1980 | 2001 | 2017 | 2019 | 2022 | 2024 |